# Séance on a Wet Afternoon
Séance on a Wet Afternoon (Una seduta in un umido pomeriggio) è un'opera in due atti di Stephen Schwartz, su libretto dello stesso compositore. È la prima opera del compositore statunitense Stephen Schwartz, noto soprattutto per i musical di Broadway “Pippin” e “Wicked”.